# Dithiofosforečnany zinečnaté

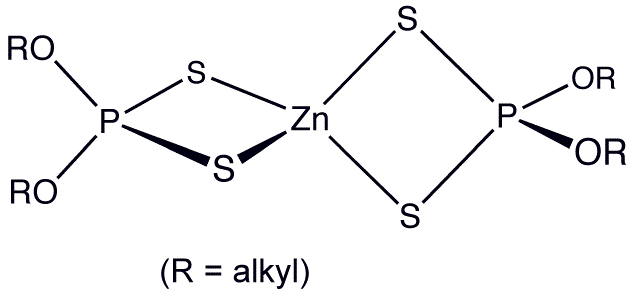
Struktura monomeru dialkyldithiofosforečnanu zinečnatého

Dithiofosforečnany zinečnaté (zkráceně ZDDP) jsou skupinou komplexních sloučenin obsahujících atomy zinku navázané na anionty dialkyldithiofosforečných kyselin (například diethyldithiofosforečné).
Tyto nenabité sloučeniny nejsou skutečnými solemi. Rozpouští se v nepolárních rozpouštědlech a deriváty s delšími řetězci jsou dobře rozpustné v minerálních a syntetických olejích, používaných jako maziva. Dithiofosforečnany zinečnaté se prodávají pod různými názvy, jako jsou ZDDP, ZnDTP a ZDP.

## Výroba a struktura
Na dithiofosforečnany zinečnaté mohou být napojeny různé organické skupiny. Obvykle jde o rozvětvené nebo lineární alkyly s 1 až 14 atomy uhlíku, jako jsou například 2-butyl, pentyl, hexyl, 1,3-dimethylbutyl, heptyl, oktyl, isooktyl (2-ethylhexyl), 6-methylheptyl, 1-methylpropyl, dodecylfenyl a jiné.
Vyrábí se dvoukrokově. V prvním kroku reaguje sulfid fosforečný s alkoholem (ROH) za vzniku dithiofosforečné kyseliny; lze použít široké spektrum alkoholů, což umožňuje vytvořit produkt s požadovanou mírou lipofilicity. Dithiofosforečnan vytvořený v prvním kroku se poté neutralizuje oxidem zinečnatým:
P2S5 + 4 ROH → 2 (RO)2PS2H + H2S
2 (RO)2PS2H + ZnO → Zn[(S2P(OR)2]2 + H2O

### Struktura
Atom zinku v Zn[(S2P(OR)2]2 má tetraedrickou geometrii. Monomer Zn[(S2P(OR)2]2 vytváří rovnováhu se svými dimery, oligomery a polymery [Zn[(S2P(OR)2]2]n (n > 1); například diethyldithiofosforečnan zinečnatý, Zn[(S2P(OEt)2]2, krystalizuje jako polymer s lineárními řetězci.
Reakcí Zn[(S2P(OR)2]2 s oxidem zinečnatým vzniká shluk s atomy kyslíku uprostřed, Zn4O[(S2P(OR)2]6, jenž má podobnou strukturu jako octan zinečnatý.

## Použití
Hlavní využití mají ZDDP jako protiotěrová aditiva v mazivech, například hydraulických a motorových olejích a plastických mazivech. ZDDP také mohou sloužit jako inhibitory koroze a antioxidanty. Jejich obsah v mazivech se může pohybovat od 0,06 do 0,2 %.
Produkty spalování zinku a fosforu mohou poškozovat katalyzátory výfukových plynů a obsah ZDDP v mazivech pro spalovací motory bývá snižován.

### Mechanismus tvorby tribofilmů
Bylo navrženo několiik mechanismů vzniku ochranných tribofilmů ze ZDDP. Pomocí mikroskopie atomárních sil bylo zjištěno, že nárůst ZDDP tribofilmů roste exponenciálně s tlakem a teplotou.
Pokusy, při kterých byl omezen kontakt mezi pevnými látkami poté ukázaly, že tvorba filmů závisí na použitém smykovém napětí.